# تاش‌بورون (بایبورد)
تاش‌بورون {{ترکی|Taşburun) (به کردی: Modlîsor) یک منطقهٔ مسکونی در ترکیه است که در بایبورد واقع شده‌است. تاش‌بورون ۴۴ نفر جمعیت دارد.